# Flecha Valona 2018
La 82.ª edición de la clásica ciclista Flecha Valona fue una carrera en Bélgica que se celebró el 18 de abril de 2018 sobre un recorrido de 198,5 kilómetros con inicio en la ciudad de Seraing y final en el municipio de Huy.
La carrera además de ser la segunda clásica de las Ardenas, hizo parte del UCI WorldTour 2018, siendo la decimoséptima competición del calendario de máxima categoría mundial.
La carrera fue ganada por el corredor francés Julian Alaphilippe del equipo Quick-Step Floors, en segundo lugar Alejandro Valverde (Movistar) y en tercer lugar Jelle Vanendert (Lotto Soudal).

## Recorrido
El recorrido tuvo cambios relevantes con relación a la edición anterior, como importante novedad por primera vez en su historia la línea de salida fue la ciudad de Seraing en Bélgica, desde allí el pelotón puso rumbo hacia las cimas de la Côte de La Vecquée y la Côte de La Redoute para, acto seguido, abandonar las carreteras que comparte con su hermana mayor, la Lieja-Bastoña-Lieja y afrontar las dos vueltas al circuito final de 29 kilómetros y finalizar en el tradicional Muro de Huy.
| Cotas de la carrera |                       |              |                 |           |
| Número              | Nombre                | Longitud (m) | Pendiente media | Kilómetro |
| ------------------- | --------------------- | ------------ | --------------- | --------- |
| 1                   | Côte de La Vecquée    | 6300         | 7,5 %           | 61        |
| 2                   | Côte de La Redoute    | 2000         | 8,9 %           | 82        |
| 3                   | Côte de Mont          | 1500         | 7,6 %           | 100       |
| 4                   | Côte d'Amay           | 1200         | 7,5 %           | 126,5     |
| 5                   | Muro de Huy (1ª paso) | 1300         | 9,6 %           | 138,5     |
| 6                   | Côte d'Ereffe         | 2100         | 5 %             | 153       |
| 7                   | Côte de Cherave       | 1300         | 8,1 %           | 164       |
| 8                   | Muro de Huy (2ª paso) | 1300         | 9,6 %           | 169,5     |
| 9                   | Côte d'Ereffe         | 2100         | 5 %             | 182       |
| 10                  | Côte de Cherave       | 1300         | 8,1 %           | 193       |
| 11                  | Muro de Huy (3ª paso) | 1300         | 9,6 %           | 197       |

## Equipos participantes
Tomaron parte en la carrera 25 equipos: 18 de categoría UCI WorldTour 2018 invitados por la organización; 7 de categoría Profesional Continental. Formando así un pelotón de 175 ciclistas de los que acabaron 107. Los equipos participantes fueron:
| WorldTeams (18)- Quick-Step Floors - Lotto Soudal - Lotto NL-Jumbo - Team Sunweb - Sky - Groupama-FDJ - AG2R La Mondiale - Movistar Team - Katusha-Alpecin - BMC Racing Team - EF Education First-Drapac p/b Cannondale - Trek-Segafredo - UAE Team Emirates - Bahrain-Merida - Bora-Hansgrohe - Astana - Dimension Data - Mitchelton-Scott Equipos continentales profesionales (7)- Cofidis, Solutions Crédits - Delko-Marseille Provence-KTM - Fortuneo-Samsic - Vital Concept - Sport Vlaanderen-Baloise - Wanty-Groupe Gobert - WB-Aqua Protect-Veranclassic |
| |

## Clasificaciones finales
- Las clasificaciones finalizaron de la siguiente forma:[6]

### Clasificación general
| \| Clasificación general \| Clasificación general \| Clasificación general \| Clasificación general \| Clasificación general \| \| Ciclista \| Ciclista \| Equipo \| Tiempo \| \| \| --------------------- \| --------------------- \| --------------------- \| --------------------- \| --------------------- \| \| 1.º \| Julian Alaphilippe \| Quick-Step Floors \| 4 h 53 min 37 s \| \| \| 2.º \| Alejandro Valverde \| Movistar Team \| + 4 s \| \| \| 3.º \| Jelle Vanendert \| Lotto-Soudal \| + 6 s \| \| \| 4.º \| Roman Kreuziger \| Mitchelton-Scott \| + 6 s \| \| \| 5.º \| Michael Matthews \| Team Sunweb \| + 6 s \| \| \| 6.º \| Bauke Mollema \| Trek-Segafredo \| + 6 s \| \| \| 7.º \| Tim Wellens \| Lotto-Soudal \| + 6 s \| \| \| 8.º \| Maximilian Schachmann \| Quick-Step Floors \| + 6 s \| \| \| 9.º \| Romain Bardet \| AG2R La Mondiale \| + 6 s \| \| \| 10.º \| Patrick Konrad \| Bora-Hansgrohe \| + 12 s \| \| \| 11.º \| Sergio Luis Henao \| Team Sky \| + 15 s \| \| \| 12.º \| Tom Slagter \| Dimension Data \| + 19 s \| \| \| 13.º \| Rudy Molard \| Groupama-FDJ \| + 21 s \| \| \| 14.º \| Diego Ulissi \| UAE Team Emirates \| + 25 s \| \| \| 15.º \| Alexis Vuillermoz \| AG2R La Mondiale \| + 28 s \| \| |                       |                   |                 |
| |                       |                   |                 |
| Fuente: ProCyclingStats |                       |                   |                 |
| Clasificación general |                       |                   |                 |
| Ciclista | Ciclista              | Equipo            | Tiempo          |
| 1.º | Julian Alaphilippe    | Quick-Step Floors | 4 h 53 min 37 s |
| 2.º | Alejandro Valverde    | Movistar Team     | + 4 s           |
| 3.º | Jelle Vanendert       | Lotto-Soudal      | + 6 s           |
| 4.º | Roman Kreuziger       | Mitchelton-Scott  | + 6 s           |
| 5.º | Michael Matthews      | Team Sunweb       | + 6 s           |
| 6.º | Bauke Mollema         | Trek-Segafredo    | + 6 s           |
| 7.º | Tim Wellens           | Lotto-Soudal      | + 6 s           |
| 8.º | Maximilian Schachmann | Quick-Step Floors | + 6 s           |
| 9.º | Romain Bardet         | AG2R La Mondiale  | + 6 s           |
| 10.º | Patrick Konrad        | Bora-Hansgrohe    | + 12 s          |
| 11.º | Sergio Luis Henao     | Team Sky          | + 15 s          |
| 12.º | Tom Slagter           | Dimension Data    | + 19 s          |
| 13.º | Rudy Molard           | Groupama-FDJ      | + 21 s          |
| 14.º | Diego Ulissi          | UAE Team Emirates | + 25 s          |
| 15.º | Alexis Vuillermoz     | AG2R La Mondiale  | + 28 s          |

## UCI World Ranking
La Flecha Valona otorga puntos para el UCI WorldTour 2018 y el UCI World Ranking, este último para corredores de los equipos en las categorías UCI WorldTeam, Profesional Continental y Equipos Continentales. Las siguientes tablas muestran el baremo de puntuación y los 10 corredores que obtuvieron más puntos:
| Posición   | 1.º | 2.º | 3.º | 4.º | 5.º | 6.º | 7.º | 8.º | 9.º | 10.º | 11.º | 12.º | 13.º | 14.º | 15.º | 16.º-20.º | 21.º-30.º | 31.º-50.º | 51.º-55.º | 56.º-60.º |
| Puntuación | 400 | 320 | 260 | 220 | 180 | 140 | 120 | 100 | 80  | 68   | 56   | 48   | 40   | 32   | 28   | 24        | 16        | 8         | 4         | 2         |

| Clasificación |                       |                   |        |
| Posición      | Ciclista              | Equipo            | Puntos |
| ------------- | --------------------- | ----------------- | ------ |
| 1.º           | Julian Alaphilippe    | Quick-Step Floors | 400    |
| 2.º           | Alejandro Valverde    | Movistar          | 320    |
| 3.º           | Jelle Vanendert       | Lotto Soudal      | 260    |
| 4.º           | Roman Kreuziger       | Mitchelton-Scott  | 220    |
| 5.º           | Michael Matthews      | Sunweb            | 180    |
| 6.º           | Bauke Mollema         | Trek-Segafredo    | 140    |
| 7.º           | Tim Wellens           | Lotto Soudal      | 120    |
| 8.º           | Maximilian Schachmann | Quick-Step Floors | 100    |
| 9.º           | Romain Bardet         | Ag2r La Mondiale  | 80     |
| 10.º          | Patrick Konrad        | Bora-Hansgrohe    | 68     |